# Sainte-Gauburge-Sainte-Colombe

Sainte-Gauburge-Sainte-Colombe este o comună în departamentul Orne, Franța. În 1 ianuarie 2022 avea o populație de 1.013 de locuitori.